# Trinkreife

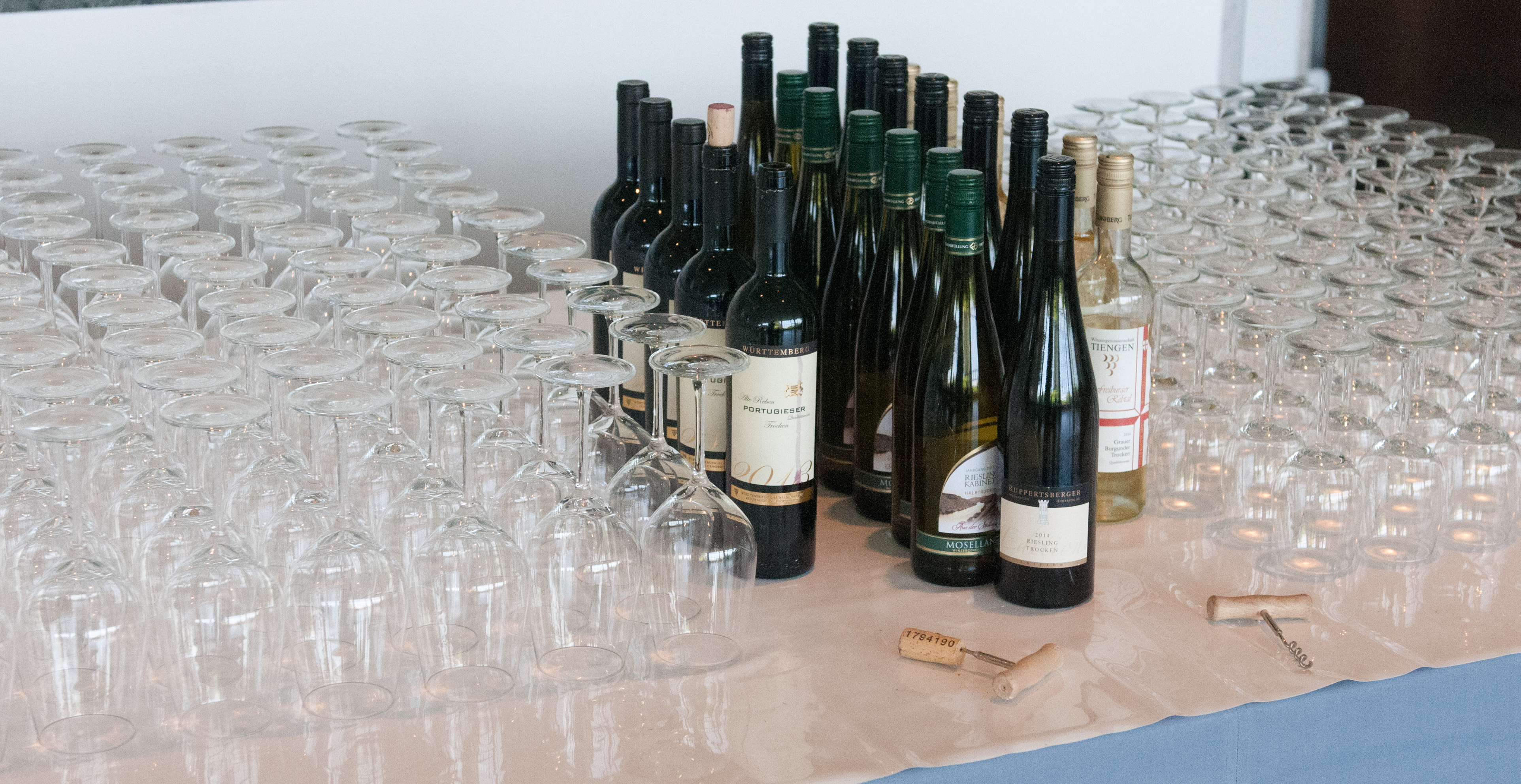
Verkostung von Genossenschaftsweinen auf dem 38th World Congress of Vine and Wine in Mainz

Als Trinkreife oder auch Genussreife bezeichnet man die (zeitliche) Reife von Weinen, bei der sie ihren optimalen Geschmack entfalten können. Beide Begriffe werden für Wein synonym verwendet, obwohl Genussreife lebensmitteltechnisch der Oberbegriff ist. Im Vergleich mit dem Reifungsprozess von Bananen wird deutlich, dass sowohl zu unreife Früchte als auch die überreifen nicht die Gunst aller Konsumenten finden werden.

## Allgemeine Voraussetzungen
Für die Trinkreife ist die gustatorische Wahrnehmung gegenüber dem Riechen besonders entscheidend. Da das Schmecken gemäß der Wahrnehmungspsychologie eine sehr subjektive Wahrnehmung ist, werden für Weintrinker unterschiedliche Zeitpunkte für den Beginn und das Ende der Trinkreife wirksam. Zwar lassen sich die Bestandteile des Weines chemisch untersuchen, doch die Zusammensetzung des Geschmackserlebnisses besteht aus mehr als nur den einzelnen, messbaren Komponenten wie beispielsweise die Zusammensetzung der Rebsorten sowie Zucker-, Alkohol- und Säuregehalt. Kein Wein schmeckt wie der andere, und selbst ein gut gemachter Wein wird – getrennt ausgebaut – bereits anders schmecken als der von der Nachbarparzelle. Geschmacklich von Bedeutung ist auch, ob der Wein bis zum Ende seines natürlichen Säureabbaus im Fass geblieben ist oder vorher eine Doppelsalzfällung stattgefunden hat, bei der Salze der Äpfelsäure und Weinsäure abgeschieden wurden.
Hinzu kommt, dass Wein seinen Zustand auch nach dem Abfüllen in die Flasche verändert. Der Grund besteht darin, dass er in kleinem Gebinde viel stärker Umwelteinflüssen wie Helligkeit, Erschütterung und vor allem Temperaturschwankungen ausgesetzt ist. Ein weiterer wichtiger Einfluss ist eine mögliche, teils gewünschte Oxidation, also ein geringer Luftaustausch durch den Verschluss (zumeist Kork).
Gerade hochwertige Weine gewinnen durch bestimmte Lagerungsarten und -dauer ihre Qualität. Die Lagerung sollte in einem lichtgeschützten Raum innerhalb eines bestimmten Temperaturrahmens erfolgen (der von der Art des Weins abhängt). Insbesondere Temperaturschwankungen sollten vermieden werden. Eine zu lange Lagerung kann jedoch schaden.

## Lebenszyklus von Wein
Grob lassen sich zwei Typen von Wein unterscheiden: der genussfertige Wein mit sofortiger Trinkreife und der Wein mit hohem Lagerungspotenzial, der seine optimale Trinkreife erst nach einigen Jahren erreicht haben wird. Der sofort trinkbare Wein ist gekennzeichnet durch wenig Säure und wenig oder keine Tannine. Säure ist ein Antioxidationsmittel und kann sich mit der Zeit in Weinstein umwandeln; der Prozess des Säureabbaus. Tannine bauen sich ebenfalls ab und werden weicher; die Weine werden gehaltvoller und vielschichtiger. Derartige Weine haben eine Reihe von Sekundäraromen und bekommen so im Laufe der Jahre ihre Reife. Positive Einflüsse bekommt der Wein ausschließlich vor seiner Flaschenabfüllung. Nicht umsonst sind Weine mit längerer Fassreife hochwertiger als solche mit kürzerer oder ohne Fasslagerung. Ökonomisch sinnvoll ist allerdings eine möglichst zügige Abfüllung in Flaschen, da diese das Produktionsmittel Weinfass frei macht für den nächsten Jahrgang. Flaschen sind zudem besser transportfähig, auch betriebsintern. Nach der Abfüllung ist der Einfluss des Kellermeisters vorbei; der Wein kann jetzt nur noch reifen.
Seit den 1990er Jahren hat eine Kehrtwende bei den Winzern stattgefunden. Nachdem der Markt mit Weinen übersättigt war, die eine sofortige Trinkreife besaßen, konzentrierten sich viele wieder auf alte Traditionen mit längeren Standzeiten im Weinkeller, auch, um eine größere Vielfalt von Aromen im Wein anbieten zu können.
Jede Erschütterung – vor allem durch Transport –, aber auch pneumatischer Druck – das Pumpen in andere Behälter – erzeugt im Wein „Stress“. Dazu zählt vor allem auch das Abfüllen in Flaschen. Frisch abgefüllte Flaschen sollten daher mindestens einige Tage ruhen, bevor sie geöffnet werden. Hochwertige Weine, also Weine, die noch nicht trinkreif sind, entfalten nach der Flaschenabfüllung ihren Geschmack zunächst noch nicht vollständig. Erst langsam entwickeln sie ihren erwarteten Geschmack und ihre Reife, hochwertige Bordeaux-Weine und ähnliche erst nach Jahrzehnten. Weine besonders guter Jahrgänge entfalten nach optimalen Lagerbedingungen auch nach 50 und mehr Jahren eine Frische wie wesentlich jüngere Weine einfacherer Provenienz, sind aber im Geschmacksprofil deutlich überlegen.
Michael Broadbent schreibt in seinem Buch Große Weine von einer Verkostung im Dezember 1985, bei der ein 1787er Château Lafitte (gegründet 1781) probiert wurde. Die Verkostung fand im Rahmen einer Versteigerung bei Christie’s statt. „… niemand hatte eine Vorstellung von seinem Wert, weshalb der Besitzer sich bereit erklärte, sie ohne Vorbehalt freizugeben. Statt der üblichen Schätzsumme im Katalog prägte ich den Begriff ‚unschätzbar‘. Die Versteigerung begann bei rund 2000 £. … Der Hammer fiel schließlich bei 105.000 £, was nach wie vor der höchste je bei einer Auktion erzielte Preis für eine einzelne Flasche Wein zu Buche steht.“ Zwei Jahre später verkostete Broadbent den gleichen Wein unter Laborbedingungen, wo sich allerdings zeigte, dass er eine große Menge eines nach 1960 entstandenen Weines enthielt. Diese Weinfälschung erregte ein großes Presseecho. Erst 1992 gelang ihm in Zürich mit einer anderen Flasche und der Laboranalyse zufolge echtem Jahrgangswein eine Degustation. Seine Verkostungsnotizen sprechen für ein deutliches Überschreiten der Trinkreife, jedoch durchaus noch genießbar: „gelbbraun, keine Rotspuren, ein dunkelbrauner, flockiger Bodensatz; verhaltene Nase, die sich trotz des oxidierten Charakters relativ reich, mit Restspuren von Frucht, öffnete; ein Hauch ‚Süße‘ am Gaumen und ein säuerlicher, ja stichiger Abgang.“ Einem Château Margaux des gleichen Jahrgangs bescheinigte er im September 1987 in Wiesbaden einen deutlich besseren Geschmack: „Leichter Schwund, geschrumpfter schwarzer Korken, dicker, sandiger rotbrauner Bodensatz, der Wein selbst tiefer als erwartet; Nase zunächst kaum vorhanden, lebte dann aber durch Luftkontakt mit ansprechender ‚Süße‘ auf; reichhaltig im Geschmack, schön ausgewogen.“

„Welche Bezeichnungen können schon eine angemessene Vorstellung von einem Wein vermitteln, der durch das Alter die gebührende Milde bekommen hat und seine Entwicklung nur langer Lagerung verdankt…? Uns zu erzählen, er sei aufdringlich, flüchtig, zeitgebunden und so fort, träfe den Kern der Sache keineswegs. Die einzige zufrieden stellende und geistreiche Beschreibung ist der Vergleich mit anderen bekannten Geschmackseindrücken.“

## Trinkreife für den Konsumenten
Der Verbraucher erkennt den Unterschied zwischen trinkreifen und lagerungswürdigen Weinflaschen nicht. Neben Kriterien wie Anbaugebiet, Jahrgang, Rebsorte usw. ist für ihn vor allem auch Vertrauen auf eine fachgerechte Lagerung entscheidend. Flaschenalter, die über eine Generation hinweg gehen, bedürfen ein sehr hohes Maß an Vertrauen auf einen weitgehend störungsfreien Reifungsprozess. Weinexperten können sich aufgrund der Angaben des Etiketts ein Bild vom Zustand des Weines machen, die meisten Konsumenten sind auf die Fachberatung, ihre Einkaufserfahrung oder Glück angewiesen.
Umgekehrt gilt das wissentliche, zu frühe Öffnen einer Weinflasche als Sakrileg. In Fachkreisen spricht man bei derartigem Dekantieren eines Spitzenweines von Babymord. Weinfachleute können auch bei einem unreifen Wein abschätzen, wie er sich in den nächsten Jahren entwickeln wird. Andererseits wird dies bewusst in Kauf genommen, um frühzeitig abschätzen zu können, wie ein Jahrgang eines renommierten Weines ausgefallen ist, um sich rechtzeitig damit eindecken zu können. Diese Subskriptionen, deren Verkostung vielfach nur mit einer Fassprobe stattfand, sind in einigen Anbaugebieten wie beispielsweise dem Bordeaux gängige Praxis.
Als Hilfe für den Konsumenten gibt es Trinkreifetabellen, die pro Jahr für die unterschiedlichen Weinbaugebiete den Zustand der Weine voraussagen. Dabei wird meist zwischen drei oder vier Optionen unterschieden: noch zu lagern/ trinkreif/ wahrscheinlich verdorben bzw. noch zu lagern/ kann bereits mit Genuss getrunken werden, sollte aber noch lagern/ jetzt trinken/ meiden. Testergebnisse von Weinverkostungen bewerten immer den aktuellen Zustand des Weines mit nur geringer Berücksichtigung ihres Potenzials. Hat ein Wein hingegen seinen Höhepunkt überschritten und ist eindeutig nicht mehr trinkfreudig, sondern zeigt eine Alterungsnote, wird dies in die Bewertung eingehen und ihn disqualifizieren.
Die folgende Tabelle listet beispielhaft bekannte Weintypen nach trinkreif und lagerungswürdig auf. Auch hier entscheidet der Geschmack. Die Grenze zwischen beiden Kategorien kann im Einzelfall fließend sein.
| weiß | rot |
| trinkreif | trinkreif |
| --- | --- |
| Reduktiver Ausbau (Wein) | |
| Neuer Wein: Federweißer/ Heuriger | Beaujolais nouveau |
| Jungwein | Jungwein |
| Sommerwein, auch Spargelwein | (Sommerwein), leicht gekühlt zu trinken |
| Qualitätswein | Qualitätswein |
| lagerungswürdig | |
| Oxidativer Wein | |
| Likörwein, z. B. Portwein/ Dessertwein | Likörwein, z. B. Portwein/ Dessertwein |
| Prädikatswein | Prädikatswein |
| Spitzenweine klassischer Anbaugebiete: diverse Champagnerhäuser, meist Jahrgangsschaumweine, diverse Weine von der Loire, Mosel, Mittelrhein, Rheingau und viele andere | Spitzenweine klassischer Anbaugebiete: Barolo (Wein), Brunello di Montalcino, Sassicaia, Tignanello, nahezu alle Weingüter im Bordeaux wie beispielsweise Château Angélus und Château Pétrus, viele Häuser von der Rhône und dem Burgund wie beispielsweise Châteauneuf-du-Pape und viele andere |